# 身代金 (映画)
『身代金』（みのしろきん、原題: Ransom）は、メル・ギブソン主演のサスペンス映画。1996年製作。1956年のアメリカ映画『誘拐』のリメイク作品。公式の上映時間は122分だが、18分長い版がレーザーディスクで発売されていた。
原作では息子を誘拐された被害者夫婦とその周囲、そして世間の世論にスポットライトが当てられていたが、本作では犯人グループについても細かく描写されているのが特徴である。

## ストーリー
元空軍で現在は新興の航空会社社長であるトム・ミュレン（メル・ギブソン）はある日、息子を誘拐され200万ドルの身代金を要求される。FBIの協力のもと、息子を取り戻そうと奮闘するミュレン夫妻だが、身代金を払っても息子は生きて戻らないと悟ったトムは奇抜な行動に打って出る。それは、用意した200万ドルを身代金ではなく、犯人の首にかける懸賞金とする事と、息子を生きて返せばこの懸賞金を取り下げる事をテレビで発表したのである。トムの行動に世間は沸き立ち、そして犯人グループの中にも不協和音が生まれ始める。

## 登場人物
トム・ミュレン
演 - メル・ギブソン
元空軍で現在は新興の航空会社社長。ニューヨーク郊外の貧しい家の生まれ。1969年に空軍に入隊。出撃回数は28を超えた。1971年に除隊してチャーター便を始め、1979年に自分の会社を設立。世界37ヶ国を結ぶ会社に成長。大人数の前で妻とキスをする大胆な性格。
ケイト・ミュレン
演 - レネ・ルッソ
トムの妻。イベントの運営が上手い。
ショーン・ミュレン
演 - ブローリー・ノルティ
トムとケイトの息子。
ジミー・シェイカー
演 - ゲイリー・シニーズ
刑事。窃盗事件の担当。実は誘拐犯の主犯格。警察の人間だけあり、武術の心得があり、諸々の事情から半狂乱になったカビーを一撃で黙らせた。
ロニー・ホーキンス
演 - デルロイ・リンドー
捜査官。紳士的で物腰が柔らかい。
マリス・コナー
演 - リリ・テイラー
誘拐犯の主犯格。
クラーク・バーンズ
演 - リーヴ・シュレイバー
誘拐犯の一人。
カビー・バーンズ
演 - ドニー・ウォルバーグ
誘拐犯の一人。クラークの弟。頭が切れて、警察からすれば犯罪者としての格も認められている。母親は存命している。
マイルス・ロバーツ
演 - エヴァン・ハンドラー
誘拐犯の一人。
ジャッキー・ブラウン
演 - ダン・ヘダヤ
犯罪者。服役中。刑務所に入れられた要因であるトムを憎んでいる。

## キャスト
| 役名                     | 俳優                 | 日本語吹替                                  | 日本語吹替                                     | 日本語吹替                                |
| 役名                     | 俳優                 | ソフト版                                    | 日本テレビ版                                   | テレビ朝日版                              |
| ------------------------ | -------------------- | ------------------------------------------- | ---------------------------------------------- | ----------------------------------------- |
| トム・ミューレン         | メル・ギブソン       | 磯部勉                                      | 小山力也                                       | 磯部勉                                    |
| ケイト・ミューレン       | レネ・ルッソ         | 高島雅羅                                    | 相沢恵子                                       | 田中敦子                                  |
| ショーン・ミューレン     | ブローリー・ノルティ | 日吉孝明                                    | 大谷育江                                       | 久保田恵                                  |
| ジミー・シェイカー刑事   | ゲイリー・シニーズ   | 金尾哲夫                                    | 小川真司                                       | 菅生隆之                                  |
| ロニー・ホーキンス捜査官 | デルロイ・リンドー   | 池田勝                                      | 麦人                                           | 坂口芳貞                                  |
| マリス・コナー           | リリ・テイラー       | 林佳代子                                    | 松本梨香                                       | 山像かおり                                |
| クラーク・バーンズ       | リーヴ・シュレイバー | 中田和宏                                    | 内田直哉                                       | 家中宏                                    |
| カビー・バーンズ         | ドニー・ウォルバーグ | 大黒和広                                    | 中原茂                                         | 遠藤純一                                  |
| マイルス・ロバーツ       | エヴァン・ハンドラー | 星野充昭                                    |                                                | 落合弘治                                  |
| ウォレス                 | ポール・ギルフォイル |                                             |                                                |                                           |
| デヴィッド・トーレス     | ホセ・ズニーガ       |                                             |                                                |                                           |
| ジャッキー・ブラウン     | ダン・ヘダヤ         |                                             |                                                |                                           |
| ロベルト                 | ジョン・オーティス   |                                             |                                                |                                           |
|                          |                      |                                             |                                                |                                           |
| 演出                     |                      | 蕨南勝之                                    | 佐藤敏夫                                       | 蕨南勝之                                  |
| 翻訳                     |                      | 筒井愛子                                    | 佐藤恵子                                       | 平田勝茂                                  |
| 調整                     |                      | 兼子芳博                                    | 高久孝雄                                       | 山本洋平                                  |
| 効果                     |                      |                                             | サウンドボックス                               | 南部満治                                  |
| 録音制作                 |                      | ACクリエイト                                |                                                |                                           |
| 技術協力                 |                      | ビーライン                                  |                                                |                                           |
| 監修                     |                      | 岡本企美子                                  |                                                |                                           |
| スタジオ                 |                      |                                             | オムニバス・ジャパン                           |                                           |
| 制作                     |                      | DISNEY CHARACTER VOICES INTERNATIONAL, INC. | 稲毛弘之（東北新社）                           | スケアクロウ                              |
| 初回放送                 |                      |                                             | 2000年1月21日 『金曜ロードショー』 21:03-23:24 | 2001年7月1日 『日曜洋画劇場』 21:00-23:09 |

## 評価
レビュー・アグリゲーターのRotten Tomatoesでは74件のレビューで支持率は74%、平均点は6.70/10となった。Metacriticでは21件のレビューを基に加重平均値が60/100となった。